# Ken Takakuwa
Ken Takakuwa –en japonés, 高桑健, Takakuwa Ken– (Susono, 25 de marzo de 1985) es un deportista japonés que compitió en natación.
Ganó una medalla de bronce en el Campeonato Pan-Pacífico de Natación de 2006, en la prueba de 200 m estilos. Participó en dos Juegos Olímpicos de Invierno, ocupando el quinto lugar en Pekín 2008 y el sexto en Londres 2012, también en los 200 m estilos.

## Palmarés internacional
| Campeonato Pan-Pacífico | Campeonato Pan-Pacífico | Campeonato Pan-Pacífico | Campeonato Pan-Pacífico |
| Año                     | Lugar                   | Medalla                 | Prueba                  |
| ----------------------- | ----------------------- | ----------------------- | ----------------------- |
| 2006                    | Victoria (Canadá)       | Medalla de bronce       | 200 m estilos           |